# Bertel Dahlgaard
Pour les articles homonymes, voir Dahlgaard.
Bertel Dahlgaard, né le 7 novembre 1887 à Rødding (Danemark) et mort le 31 mars 1972 à Gentofte (Danemark), est un homme politique danois, membre du Parti social-libéral danois (RV), ancien ministre et ancien député au Parlement (le Folketing).